# Rytidosperma gracile
Rytidosperma gracile là một loài thực vật có hoa trong họ Hòa thảo. Loài này được (Hook.f.) Connor & Edgar miêu tả khoa học đầu tiên năm 1979.